# Thomas Carmoy
Thomas Carmoy (* 6. Februar 2000 in Charleroi) ist ein belgischer Leichtathlet, der sich auf den Hochsprung spezialisiert hat. 2021 und 2023 gewann er jeweils die Bronzemedaille bei den Halleneuropameisterschaften.

## Sportliche Laufbahn
Erste internationale Erfahrungen sammelte Thomas Carmoy im Jahr 2016, als er bei den erstmals ausgetragenen Jugendeuropameisterschaften in Tiflis mit übersprungenen 2,07 m den sechsten Platz belegte. Im Jahr darauf wurde er bei den U20-Europameisterschaften in Grosseto mit einer Höhe von 2,17 m Siebter und 2018 erreichte er bei den U20-Weltmeisterschaften in Tampere mit 2,19 m Rang acht. 2019 siegte er dann bei den U20-Europameisterschaften in Borås mit übersprungenen 2,22 m und gewann im Oktober bei den Militärweltspielen in Wuhan mit 2,15 m die Bronzemedaille hinter dem Russen Ilja Iwanjuk und Majd Eddin Ghazal aus Syrien. 2021 gelangte er bei den Halleneuropameisterschaften in Toruń ins Finale und gewann dort überraschend mit 2,26 m die Bronzemedaille hinter dem Weißrussen Maksim Nedassekau und Gianmarco Tamberi aus Italien. Im Juli gelangte er bei den U23-Europameisterschaften in Tallinn mit 2,10 m auf den neunten Platz und im Jahr darauf wurde er bei den Hallenweltmeisterschaften in Belgrad mit 2,28 m Sechster. Im Juli verpasste er bei den Weltmeisterschaften in Eugene mit 2,25 m den Finaleinzug und anschließend belegte er bei den Europameisterschaften in München mit 2,23 m den fünften Platz.
2023 gewann er bei den Halleneuropameisterschaften in Istanbul mit neuer Bestleistung von 2,29 m die Bronzemedaille hinter dem Niederländer Douwe Amels und Andrij Prozenko aus der Ukraine. Im Juni wurde er bei der 1. Liga der Team-Europameisterschaft im Rahmen der Europaspiele in Chorzów mit 2,29 m Zweiter und sicherte sich damit ligenübergreifend die Silbermedaille hinter dem Italiener Gianmarco Tamberi. Anschließend wurde er bei der Bauhaus-Galan mit 2,20 m Zweiter und gelangte beim London Athletics Meet mit 2,29 m auf Rang drei. Im August schied er bei den Weltmeisterschaften in Budapest mit 2,25 m in der Qualifikationsrunde aus. Im Jahr darauf gelangte er bei den Hallenweltmeisterschaften in Glasgow mit 2,15 m auf Rang elf und belegte dann im Juni bei den Europameisterschaften in Rom mit 2,26 m den vierten Platz. Anschließend verpasste er bei den Olympischen Sommerspielen in Paris mit 2,20 m den Finaleinzug. 2025 schied er bei den Halleneuropameisterschaften in Apeldoorn mit 2,18 m in der Vorrunde aus.
In den Jahren von 2019 bis 2023 wurde Carmoy belgischer Meister im Hochsprung im Freien sowie von 2018 bis 2023 auch in der Halle.